# متحف الفنون الجميلة وعلم الآثار في بيزنسون
متحف الفنون الجميلة وعلم الآثار في بيزنسون هو متحف يقع في بيزنسون،فرنسا وهو أقدم متحف في فرنسا حيث تم افتتاحه في 1694 قبل قرن من تحويل اللوفر إلى متحف.